# Kayoko Fukushi

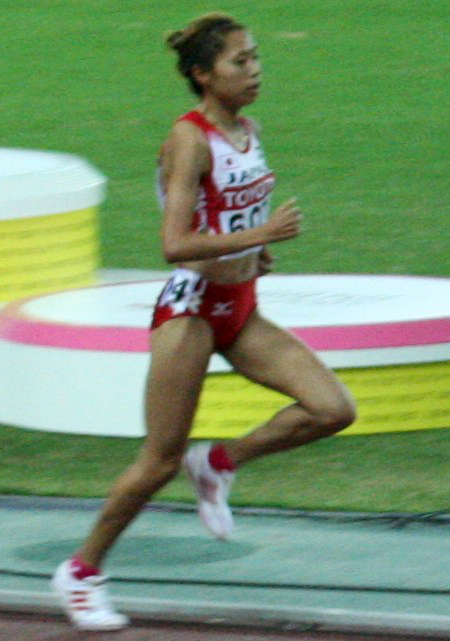
Kayoko Fukushi

Kayoko Fukushi, född den 25 mars 1982 i Aomori prefektur, är en japansk friidrottare som tävlar i medel- och långdistanslöpning.
Fukushis genombrott kom när hon slutade på fjärde plats på 5 000 meter vid VM för juniorer 2000. Som senior deltog hon vid VM 2003 där hon var i final på 10 000 meter och slutade på elfte plats. Vid Olympiska sommarspelen 2004 slutade hon 26:a på 10 000 meter.
Hon var i final på både 5 000 meter och 10 000 meter vid VM 2005 och blev tolva respektive elva. Även vid VM 2007 var hon i final på båda distanserna och blev denna gång 14:e respektive tia. 
Vid Olympiska sommarspelen 2008 var hon i final bara på 10 000 meter och blev denna gång elva.
Hon har även varit framgångsrik i längre distanser och innehar världsrekordet på 15 km.

## Personliga rekord
- 5 000 meter - 14.53,22
- 10 000 meter - 30.51,81
- 15 km - 46.55